# La Corrida (Picasso)
La Corrida est une paire de toiles ayant pour thème la corrida et que les critiques d'art réunissent le plus souvent sous le titre « Les Corridas » . La première est intitulée Course de taureaux  , la deuxième Scène de corrida, les victimes de la feria.

## Contexte
Ces toiles ont probablement été exécutées à Barcelone avant le départ de l'artiste pour Paris. En 1900, Picasso et ses amis avaient assisté à l'exposition universelle de Paris, et il avait voulu emmener, pour les vendre, quelques œuvres que Pierre Cabanne décrit ainsi : « Ces œuvres très colorées, typiques de l'atmosphère du grand port méditerranéen, étaient probablement destinées à être vendues à Paris où Picasso pensait qu'elles pouvaient plaire pour leur pittoresque, leur mouvement, leur éclat, et l'originalité du sujet. En effet, les corridas n'étaient pas encore très répandues en France.(…) ce sont des toiles hautes en couleur . »  
Pour son deuxième voyage, en 1901, le peintre, qui a tenté sans succès de se frayer un chemin à Madrid et Malaga où il a exposé avec Ramón Casas, arrive avec ce qui constitue le dernier ensemble tauromachique significatif des œuvres de jeunesse de Picasso.

## Description
Course de taureaux et Scène de corrida sont exposées à la galerie Ambroise Vollard cette même année. Toutes deux sont marquées « par une nette tendance au divisionnisme, avec des couleurs éclatantes et contrastées, elles tranchent avec l'uniformité et la douceur des pastels précédents ». 
Le catalogue Vollard n'étant pas très précis, il a été difficile d'identifier chaque œuvre par la suite, car outre Course de taureaux et Scène de corrida, Picasso a également présenté chez Vollard :  Dans l'arène et l'Entrée dans l'arène
Au premier plan de Scène de corrida, on remarque la dépouille de deux chevaux, l'un blanc, tête levée vers le ciel, l'autre noir couché, dans un style qui approche le style fauve. Le cheval mourant de couleur blanche avec la tête levée vers le ciel revient dans un grand nombre de tableaux de tauromachie de Picasso. Beaucoup d'experts (pour ne pas dire tous), y voit l'annonce de Guernica.
Mais ces peintures-là, exécutées à une époque où Picasso n'était pas encore très politisé et cherchait surtout à survivre, peuvent aussi être interprétées comme une peur de mourir dans la misère. 